# Pic cendré
Picus canus
Espèce
Statut de conservation UICN

 LC  : Préoccupation mineure
Le Pic cendré (Picus canus) est une espèce d'oiseaux appartenant à la famille des Picidae.

## Morphologie
Le pic cendré ressemble beaucoup au pic vert : il s'en distingue par sa tête grise et ses étroites moustaches noires. Il est plus petit et sa gorge est blanche.

Il mesure de 28 à 33 cm, a une envergure de 38-40 cm et pèse de 100 à 200 g.

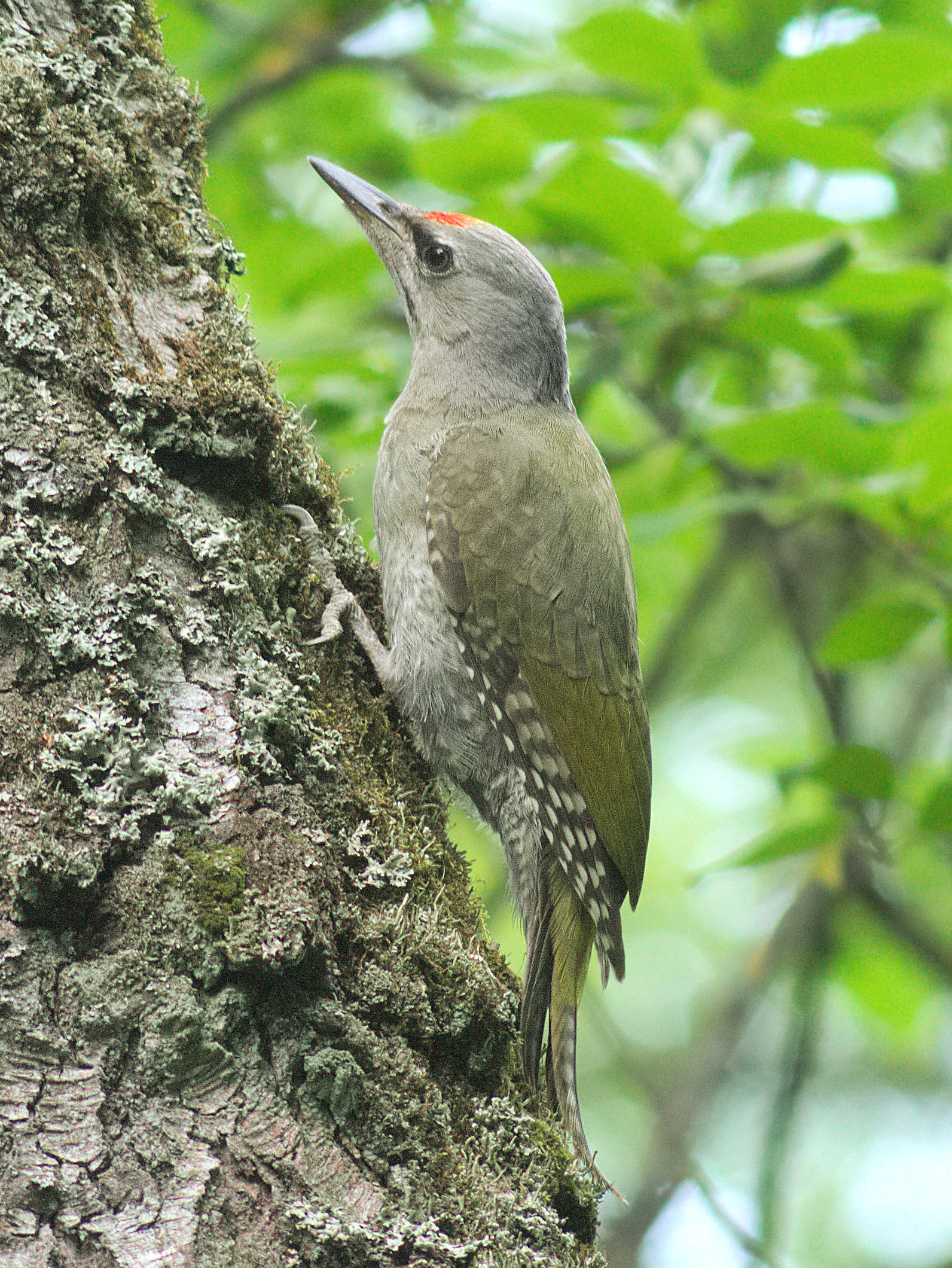
Mâle
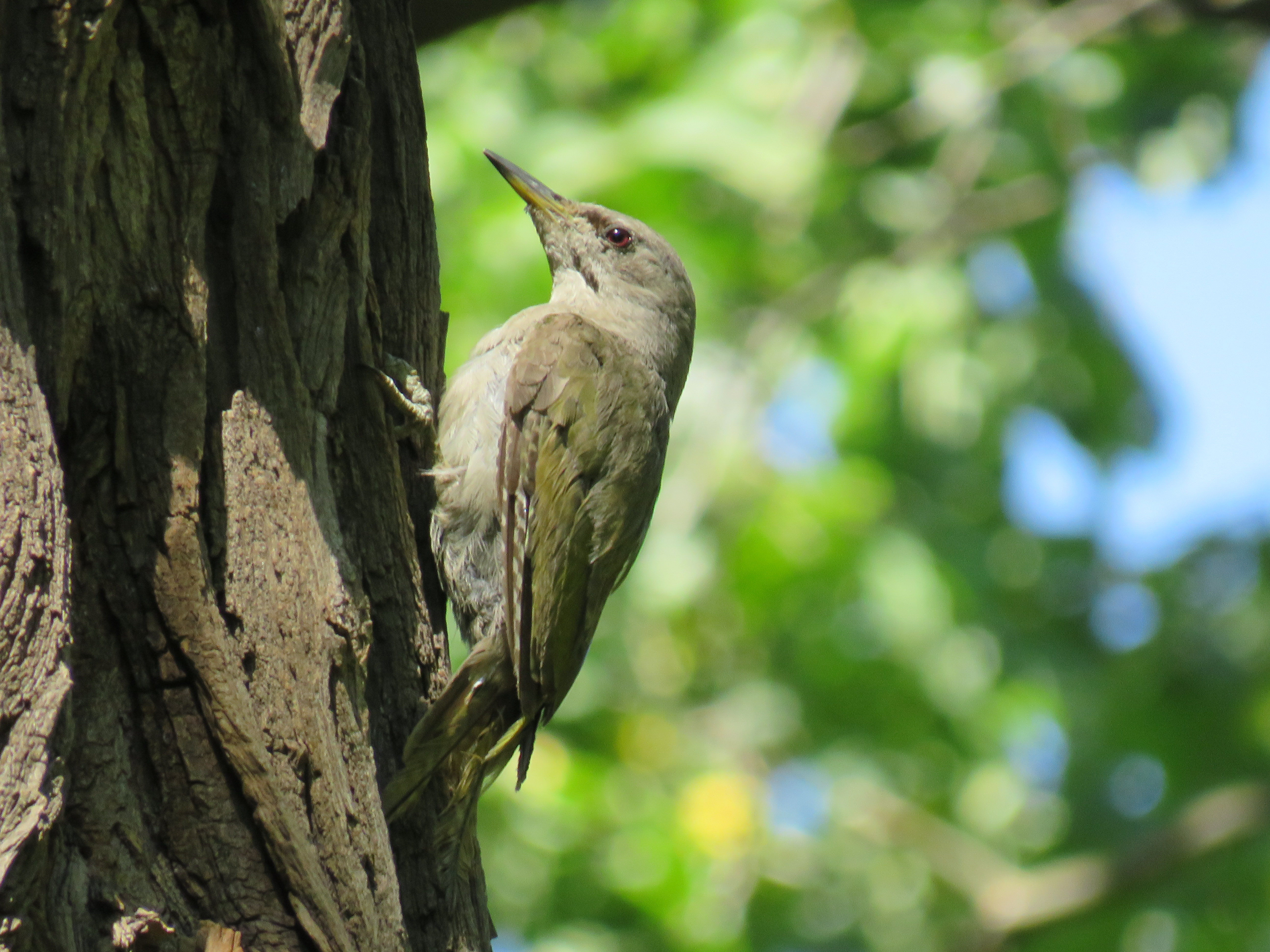
Femelle

Le mâle a le front rouge ; et la femelle a la tête uniformément grise.
Il peut vivre 6 ans.

## Alimentation
Le pic cendré est insectivore.
Il est moins myrmécophage (régime alimentaire à base de fourmis) que le pic vert.
Cet oiseau se nourrit malgré tout d'une forte proportion de fourmis et de larves d'insectes qu'il trouve principalement au sol, souvent sur du bois mort et des souches et dans le bas des arbres. Il mange aussi des lombrics, des abeilles, quelques graines et quelques fruits.

## Répartition et habitat

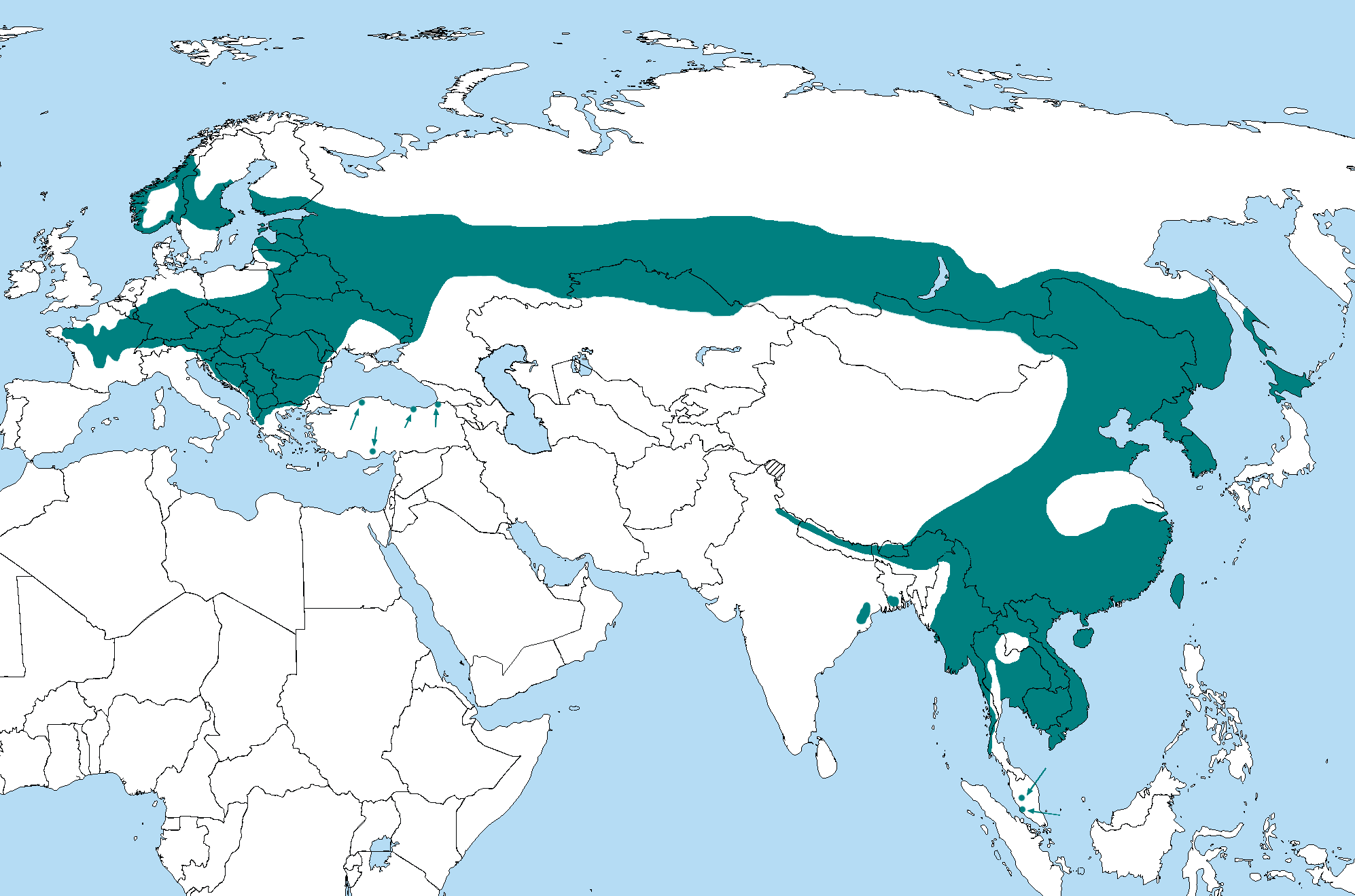
répartition

En France, cette espèce niche en petit nombre de l'est du pays à la Bretagne ; elle est rare au nord et absente du sud ; appréciant les massifs de feuillus (hêtraies, aulnaies), le pic cendré est victime de leur déclin depuis une vingtaine d'années (écrit en 2011).
En général, le pic cendré vit dans les forêts mixtes et les massifs de feuillus. Il adore les hêtraies avec beaucoup de bois morts et d'arbres branchus qui dépérissent mais aussi les aulnaies et les frênaies. Il semble préférer les parcelles forestières de plus de 50 ans.
Les zones dégagées et ouvertes comme les clairières sont importantes pour son alimentation.

## Reproduction

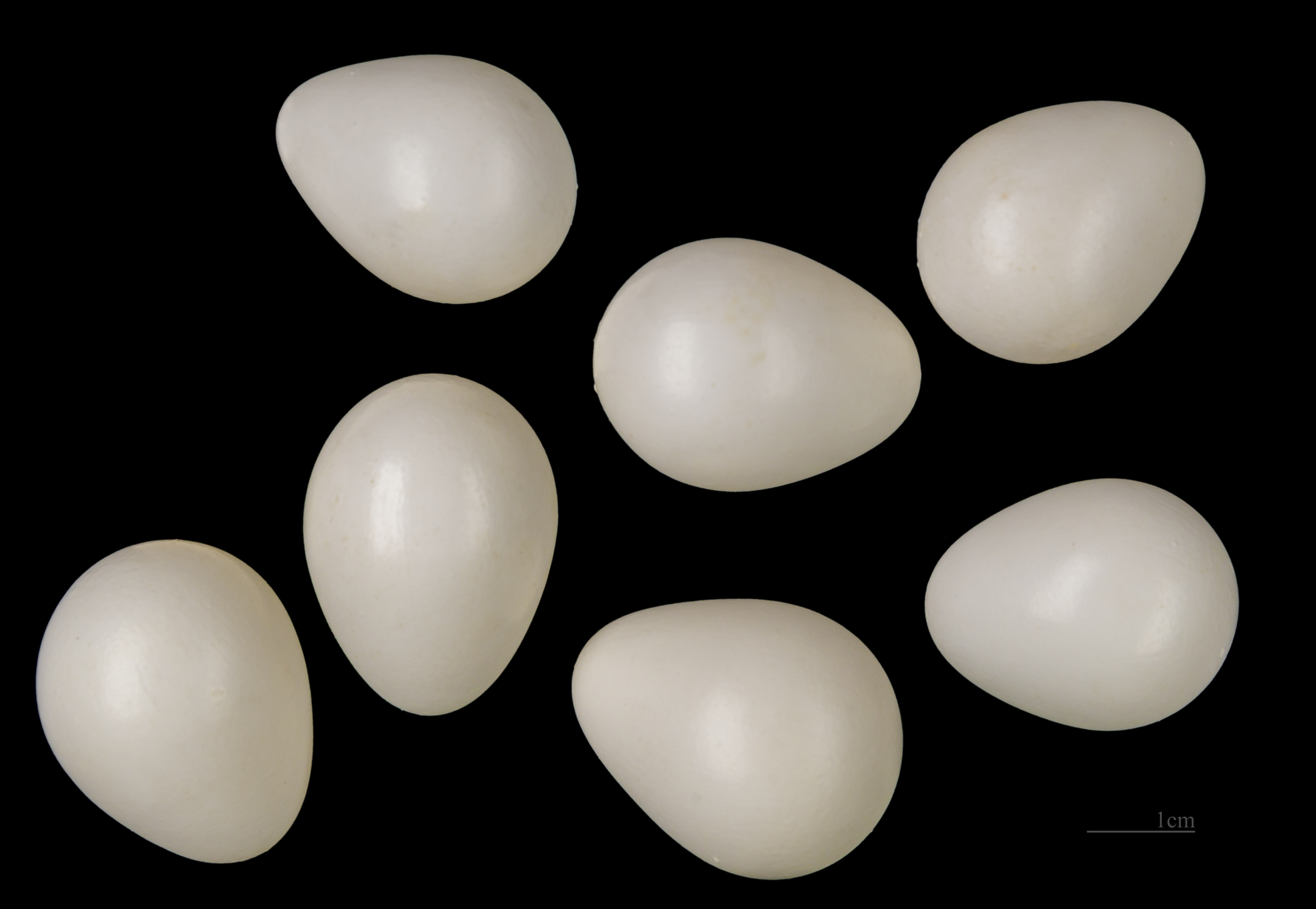
Œufs de Picus canus — MHNT

Le pic cendré creuse une loge dans un arbre au bois tendre (peuplier, tremble...mort ou dépérissant) à une hauteur moyenne aux alentours de 5 mètres. Le diamètre de l'entrée du nid est de 5 ou 6 cm pour une profondeur de 9 à 13 cm. La ponte a lieu en mai ou en juin et comprend 6 à 9 œufs, blanc luisant, couvés surtout par le mâle pendant 17 ou 18 jours.

## Sous-espèces
Cet oiseau est représenté par 11 sous-espèces :

- Picus canus tancolo (Gould, 1863).

## Menace
L'Union internationale pour la conservation de la nature classe le pic cendré comme préoccupation mineure. En Wallonie, l’espèce est classée en catégorie CR (en danger critique) dans la liste rouge des espèces menacées.